# Den sanna ryska ortodoxa kyrkan
Den sanna ryska ortodoxa kyrkan är en rysk östortodox kristen sekt som leddes av Pjotr Kuznetsov. Sekten uppmärksammades internationellt i slutet av 2007 och i början av 2008 då flera sektmedlemmar spärrade in sig i ett underjordiskt utrymme i väntan på domedagen, som de trodde skulle infalla 28 maj 2008.

## I grottan oktober 2007 – maj 2008

Penza oblasts läge inom Ryssland.

I oktober 2007 barrikaderade sig 35 medlemmar av sekten i en grotta utanför byn Nikolskoje i Penza-regionen, cirka 600 kilometer sydost om Moskva. Bland de 35 fanns fyra barn, varav det yngsta var mindre än två år.
Syftet var att invänta domedagen i maj 2008, och de hade bunkrat upp mat och bränsle för att klara ett drygt halvår i grottan. Själva grottan betecknades i vissa medierapporter även som en bunker eller som en "jordkula", men var utrustad med toalett och brunn. Grottan hade grävts av sektmedlemmarna efter att en av sektmedlemmarna fått en uppenbarelse att de skulle kunna undkomma domedagen genom att gömma sig.
Sektledaren Kuznetsov följde inte med de övriga medlemmarna in i grottan. Han uppgav senare att orsaken var att han hade ett "högre syfte" och att gud hade andra planer för honom.
Grottan upptäcktes av myndigheterna efter att dottern till en av personerna som gått in i grottan efter en tid hade framfört klagomål. Kuznetsov greps då av polis och visade var grottan fanns. När polis närmade sig grottan sköt sektmedlemmarna varningsskott. Sekten hotade med självmord genom att spränga bensindunkar om myndigheterna skulle försöker ta sig in.
Kuznetsov spärrades en kort tid senare in på en psykiatrisk klinik där det konstaterades att han led av schizofreni. Myndigheterna försökte förmå Kuznetsov att övertyga sektmedlemmarna att komma ut ur grottan. Inledningsvis lovade han att göra så, men ändrade sig sedan. De ryska myndigheterna inriktade inledningsvis sina insatser på att försöka att få övriga sektmedlemmarna att släppa de fyra barnen i grottan.
I mars 2008 visade det sig att grottan inte var helt säker, utan behövde förstärkas efter att jord hade rasat in. Bedömare utanför grottan trodde också att den riskerade vatteninträngning i samband med tjällossningen.
I mars uppgav medlemmarna att de skulle lämna grottan i samband med den ortodoxa påsken, 27 april 2008. Några dagar senare, i slutet av mars 2008 gav dock sju kvinnor upp och lämnade grottan, varvid 28 personer fanns kvar i grottan. Senare samma vecka gav ytterligare 17 personer upp. När dessa kom ut berättade de att två kvinnor hade dött under tiden i grottan, den ena av sjukdom och den andra i samband med fasta.
I mitte av maj 2008 gav de sista nio sektmedlemmarna upp och lämnade grottan. En bidragande orsak var liklukten från de två avlidna sektmedlemmarna. Några dagar senare sprängdes grottan av ryska myndigheter, för att förhindra att nyfikna personer skulle komma till platsen.

## Uppfattningar
Den sanna ryska ortodoxa kyrkan accepterar inte den officiella rysk-ortodoxa kyrkan. Medlemmarna vägrar att använda sig av personnummer och pass. Motståndet mot personnummer beror bland annat på risken att någon ska tilldelas siffrorna 666, vilddjurets tal. Denna skepsis mot personnummer delar Den sanna ryska ortodoxa kyrkan med en del andra fundamentalister bland ortodoxa i Ryssland. Den sanna ryska ortodoxa kyrkan tog dock motståndet mot användandet av nummer längre genom att hävda att alla kontokort och streckkoder på matförpackningar var djävulens verk. Det uppgavs också att medlemmarna inte ville använda elektricitet och att de var förbjudna att se på TV, lyssna på radio och att handskas med pengar.
I en intervju med TV-kanalen RT i november 2007, när sektmedlemmarna satt i sin grotta, uppgav sektledaren Kuznetsov att djävulen kommer att kastas i elden under våren 2008. Därefter skulle det inte länge finnas några frestelser. De första fem månaderna 2008 skulle dock vara den tid då frestelserna kommer att vara som störst, och folk kommer att svälta och äta varandra. Det var för att undkomma detta som grottan grävdes.
Kuznetsov var övertygad om att han och medlemmarna av Den sanna ryska ortodoxa kyrkan skulle få avgöra vilka som kommer till himlen respektive helvetet efter domedagen.

## Sektledaren Pjotr Kuznetsov
Pjotr Kuznetsov, född cirka 1964, är en frånskild arkitekt från Vitryssland. Några år före grottan grävdes utropade han sig själv till profet, lämnade sin familj och den rysk-ortodoxa. Han reste över Vitryssland och Ryssland för att sprida sitt budskap om den förestående apokalypsen, och slog därefter sig ner i Nikolskoje i början av 2006. Månaderna före sektmedlemmarna gick ner i grottan uppgavs han ha sovit i en kista.
I början av april 2008, efter att de flesta sektmedlemmarna hade lämnat grottan, fick Kuznetsov föras till sjukhus med skador från ett misstänkt självmordsförsök.